# The Real McCoy (filme)
The Real McCoy (bra: O Grande Assalto) é um filme estadunidense de 1993, dos gêneros assalto, suspense e policial, dirigido por Russell Mulcahy.

## Sinopse
Karen McCoy é uma especialista em roubo a bancos que, depois de cumprir pena, quer apenas levar uma vida normal ao lado do filho. Mas ele foi sequestrado por Jack Schimidt, um antigo e perigoso "patrão" de Karen, que propõe a ela arrombar um banco em Atlanta. Caso contrário, ela nunca mais verá o menino. Para ter certeza de que tudo sairá bem, Jack escala J. T. Barker, um criminoso sem importância, para ajudar Karen no golpe.